# Steve Reeves
Stephen Lester Reeves (ur. 21 stycznia 1926 w Glasgow, zm. 1 maja 2000 w Escondido) – amerykański kulturysta i aktor filmowy, pierwszy kulturysta-gwiazdor filmowy. W latach 50. XX w. był najlepszym kulturystą świata, później jednym z najbardziej kasowych aktorów. Reeves otrzymał wiele tytułów w kulturystyce, takich jak Mr. Universe czy Mr. America.
Stał się także znany z występów w Europie we włoskich epickich filmach z końca lat 50. i 60., grając mitologicznych bohaterów, takich jak Herkules, a w jego ślady poszło kilku innych amerykańskich kulturystów, w tym Gordon Scott, Ed Fury, Mark Forest, Reg Park, Dan Vadis i Arnold Schwarzenegger. Do jego największych osiągnięć filmowych zaliczyć należy film Herkules (1958), który był w Europie wyświetlany równocześnie w 600 kinach i w prestiżowym tygodniku filmowym Cinemonde przyniósł aktorowi tytuł „Apolla XX wieku”. Po obejrzeniu filmu Herkules, Sylvester Stallone zainspirowany wyglądem Reevesa rozpoczął treningi na siłowni.

## Życiorys

### Wczesne lata
Urodził się w Glasgow w stanie Montana jako jedyny syn Goldie i Lestera Dell Reeves. W wieku 10 lat stracił w wypadku ojca na farmie i wraz z matką przeniósł się do Oakland. Do 15. roku życia nie zapowiadał się na siłacza. Mniej więcej w tym wieku w Castlemont High School zetknął się z kulturystyką, która w owym czasie nie była nawet dyscypliną sportu, lecz czymś dziwnym i mało znanym.

### Kariera kulturystyczna
Kilka lat wytężonej pracy na siłowni pod okiem Eda Yaricka, przerwanych okresem służby wojskowej (1944-1946) w 25 DP na Filipinach i w Japonii, sprawiło, że w 1947, w wieku 21 lat, jako nikomu nieznany zawodnik zdobył tytuł Mr. America, pokonując wielu innych utytułowanych mistrzów. Był najmłodszym w historii zdobywcą tego tytułu. Swoją supremację potwierdził zdobywając tytuły najlepszego kulturysty na świecie w 1950. Przy stosunkowo drobnych kościach miał niemal idealne proporcje („talia osy, barki tura” – tak w 1970 pisał o nim prekursor kulturystyki w Polsce red. Stanisław Zakrzewski). Posiadał też dobrą aparycję, ale przede wszystkim był inteligentny. Jego podstawowe wymiary antropometryczne z tego okresu były następujące: wzrost – 187 cm, waga – 98 kg, obwód bicepsa – 48 cm, obwód uda – 67 cm, obwód klatki piersiowej – 135 cm. Jeszcze w latach 80. XX wieku niektórzy fachowcy twierdzili, że dzięki swym walorom na wielu współczesnych konkursach rangi światowej nie byłby bez szans.
W 1989 zajął drugie miejsce w plebiscycie na najlepszego kulturystę wszech czasów ogłoszonym przez branżowy miesięcznik Muscle and Fitness, ustępującym jedynie Arnoldowi Schwarzeneggerowi. Napisał książkę pt. Building the Classical Physigue –The Natural Way w której zawarł swoją wykładnię treningu i diety kulturystycznej. Jego osobę jako championa kulturystyki rozpropagował w Polsce na początku lat 60. Stanisław Zakrzewski w Sporcie dla wszystkich.
Wszedł także do historii kulturystyki jako autor ćwiczenia na plecy, znanego jako martwy ciąg Reevesa. Istota ćwiczenia polega na tym, że sztangę chwyta się nie za gryf, ale za obciążniki, a następnie w pozycji pochylonej podciąga się sztangę do pasa. W efekcie obciążenie z mięśnia najszerszego grzbietu zostaje przesunięte na mięśnie czworoboczne i na całą obręcz barkową. Oprócz rozwijania pleców, martwy ciąg Reevesa rozwija również mięśnie przedramion i siłę chwytu.

### Kariera aktorska

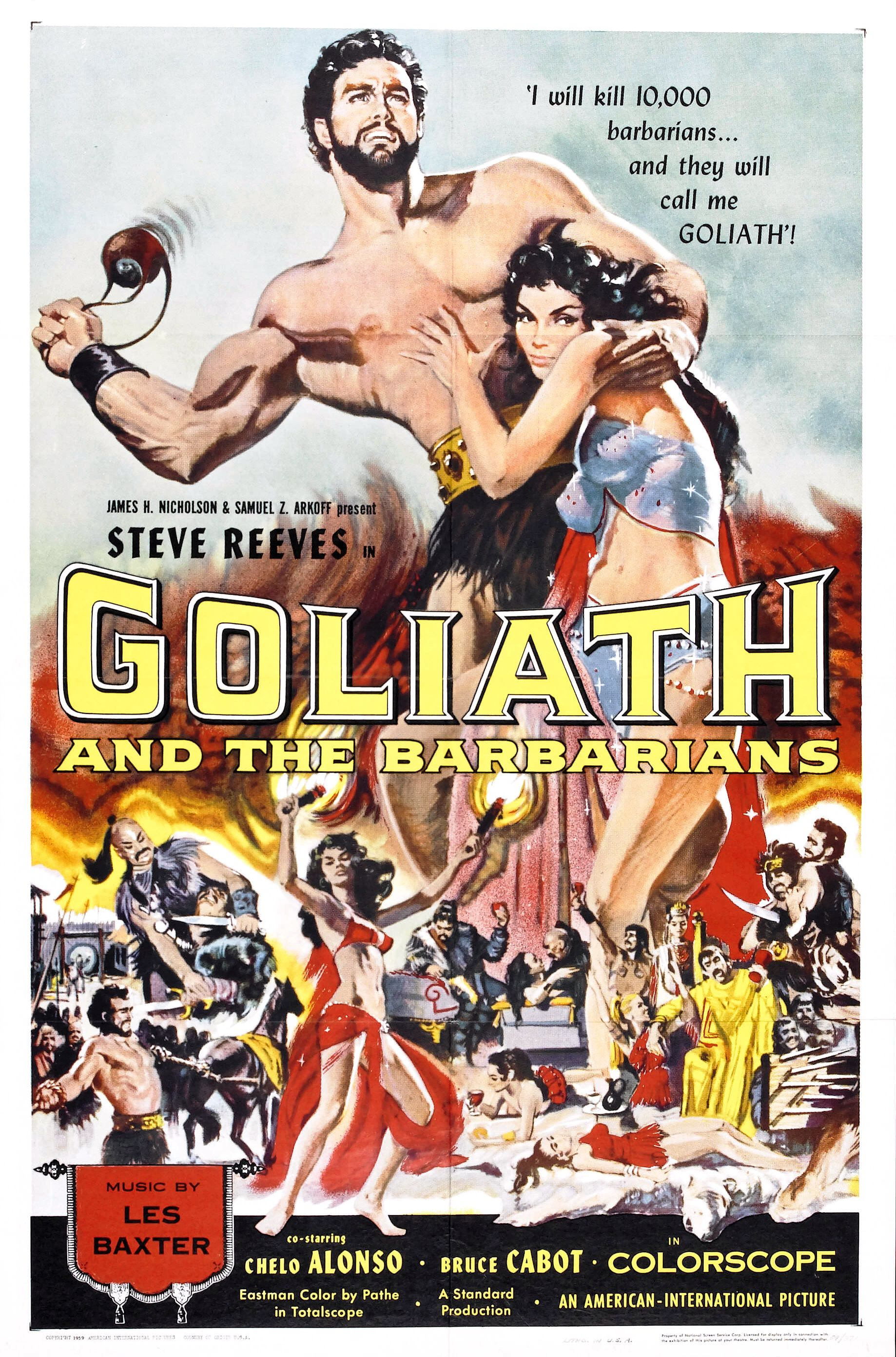
Plakat dla filmu Terror barbarzyńców

Chociaż był Amerykaninem, karierę filmową zrobił we Włoszech, zdarzało mu się jednak grywać również w filmach amerykańskich. Był ulubionym aktorem Winstona Churchilla. W 1948 podpisał kontrakt z amerykańską wytwórnią filmową Paramount i został przez Cecila DeMille obsadzony w głównej roli filmu Samson i Dalila. Jednak po kilku miesiącach zdjęć producent oznajmił mu, że rola wymaga doświadczonego aktora, ponieważ ryzyko finansowe jest zbyt duże.
W 1957 jego zdjęcie na okładce jednego z branżowych magazynów kulturystycznych trafiło na biurko włoskiego reżysera Pietro Francisci, który poszukiwał odtwórcy głównej roli do filmu Herkules. Był to jeden z pierwszych wypadków w historii kina, kiedy o przyznaniu głównej roli zadecydowały wyłącznie warunki fizyczne aktora, a nie klasyczny casting. Pojawiał się głównie w filmach o tematyce antycznej, które według ich twórców najlepiej eksponowały fizyczne walory aktora. W 1959 był najlepiej zarabiającym aktorem na świecie, wyprzedzając takie ówczesne sławy John Wayne i Rock Hudson. Był w kinie lat 60. tym, kim w latach 80. był Arnold Schwarzenegger, który zresztą miał go za swojego idola.
Odrzucił propozycję głównej roli w filmie Doktor No (1962), pierwszym z serii przygód Jamesa Bonda; zagrał w nim inny, mniej znany kulturysta Sean Connery. Odrzucił także ofertę zagrania głównej roli w spaghetti westernie pt. Za garść dolarów (1964), którą ostatecznie powierzono Clintowi Eastwoodowi, ponieważ jak sam stwierdził: „Włosi nie są w stanie zrobić westernu”.  Jako aktor, dzięki filmom z jego udziałem wyświetlanym w polskich kinach (np. Ostatnie dni Pompei) lub polskiej telewizji, był znany również telewidzom w Polsce. W fachowej literaturze można napotkać opinię, że wraz z Arnoldem Schwarzeneggerem, dzięki swoim występom na ekranie, przyczynił się w największym stopniu do popularyzacji kulturystyki i sportów siłowych w świecie. Karierę aktora porzucił w 1968.

## Życie prywatne
Był dwukrotnie żonaty. 31 stycznia 1955 poślubił Sandrę Smith, jednak 4 września 1956 doszło do rozwodu. 24 czerwca 1963 ożenił się z Aline Czartjarwicz (Polką, ks. Haliną Czetwertyńską). Kupił ranczo, na którym zamieszkał wraz z żoną, zajmując się hodowlą koni. Pozostał w związku aż do śmierci Aline w 1989.
Pod koniec kwietnia 2000 wykryto u niego zakrzep. Zmarł kilka dni później, 1 maja 2000, w Palomar Hospital w Escondido w Kalifornii w wyniku komplikacji związanych z chłoniakiem w wieku 74 lat.

## Osiągnięcia w kulturystyce
| Rok  | Tytuł (najlepsze poszczególne partie umięśnienia) |
| ---- | ------------------------------------------------- |
| 1946 | Mr. Pacific Coast                                 |
| 1947 | Mr. Pacific Coast                                 |
| 1947 | Mr. Western America                               |
| 1947 | Mr. America                                       |
| 1948 | vice Mr. America                                  |
| 1948 | Mr. World                                         |
| 1948 | vice Mr. Universe                                 |
| 1949 | II vice Mr. America                               |
| 1950 | Mr. Universe                                      |

## Filmografia
| Rok  | Tytuł                                                        | Rola                                              | Reżyser                                          |
| ---- | ------------------------------------------------------------ | ------------------------------------------------- | ------------------------------------------------ |
| 1948 | Le plus bel homme du monde (film dokumentalny)               | w roli samego siebie                              | Jean Mineur                                      |
| 1949 | Kimbar of the Jungle (film krótkometrażowy TV)               | Kimbar                                            | Robert Emmett Tansey (w napisach: Robert Tansey) |
| 1951 | Stars Over Hollywood (serial TV)                             | w roli samego siebie                              | Richard Irving                                   |
| 1953 | Mężczyźni wolą blondynki (Gentlemen Prefer Blondes)          | członek zespołu olimpijskiego                     | Howard Hawks                                     |
| 1953 | Topper (serial TV)                                           | Joe Manurki                                       | Philip Rapp                                      |
| 1954 | Atena (Athena e le 7 sorelle)                                | Ed Perkins                                        | Richard Thorpe                                   |
| 1954 | Twarz zabójcy (Jail Bait)                                    | porucznik Bob Lawrence                            | Ed Wood                                          |
| 1957 | The George Burns and Gracie Allen Show (serial TV)           | Foley                                             | Rod Amateau                                      |
| 1958 | Herkules (Le fatiche di Ercole)                              | Herkules                                          | Pietro Francisci                                 |
| 1959 | Herkules i królowa Lidia (Ercole e la regina di Lidia)       | Herkules                                          | Pietro Francisci                                 |
| 1959 | Biały diabeł (Agi Murad, il diavolo bianco)                  | Agi Murad                                         | Riccardo Freda                                   |
| 1959 | Ostatnie dni Pompei (Gli ultimi giorni di Pompei)            | Glaukos                                           | Mario Bonnard, Sergio Leone                      |
| 1959 | Terror barbarzyńców (Il terrore dei barbari)                 | Emiliano                                          | Carlo Campogalliani                              |
| 1959 | Bitwa pod Maratonem (La battaglia di Maratona)               | Filippides                                        | Jacques Tourneur, Mario Bava                     |
| 1960 | Morgan, kapitan piratów (Morgan il pirata)                   | kpt. Henry Morgan                                 | Primo Zeglio, André de Toth                      |
| 1965 | Złodziej z Bagdadu (Il ladro di Bagdad)                      | Karim                                             | Arthur Lubin                                     |
| 1965 | Wojna Trojańska (La guerra di Troia)                         | Eneasz                                            | Giorgio Ferroni                                  |
| 1965 | Romulus i Remus (Romolo e Remo)                              | Romulus                                           | Sergio Corbucci                                  |
| 1962 | Syn Spartakusa (Il figlio di Spartacus)                      | Randus, syn Spartakusa                            | Sergio Corbucci                                  |
| 1962 | Legenda Eneasza (La leggenda di Enea)                        | Eneasz                                            | Giorgio Venturini                                |
| 1963 | Il giorno più corto                                          | w roli samego siebie                              | Sergio Corbucci                                  |
| 1963 | Sandokan, tygrys z Malezji (Sandokan, la tigre di Mompracem) | Sandokan                                          | Umberto Lenzi                                    |
| 1964 | Piraci z Malezji (I pirati della Malesia)                    | Sandokan                                          | Umberto Lenzi                                    |
| 1968 | Długa droga do piekła (Vivo per la tua morte)                | Mike Sturges (także producent i współscenarzysta) | Camillo Bazzoni (w napisach: Alex Burks)         |
| 1975 | Un sorriso, uno schiaffo, un bacio in bocca                  | w roli samego siebie                              | Mario Morra                                      |
| 1994 | Powrót Herkulesa (Hercules Recycled)                         | Herkules                                          | Richard Bickerton                                |
| 1996 | Xena: Wojownicza księżniczka (Xena: Warrior Princess)        | Herkules                                          | Jace Alexander                                   |